# مارك (اسم)
مارك (بالإنجليزية: Mark)‏ هو اسم علم شخصي مذكر، يعود أصله إلى الإله الروماني مارس إله الحرب عند الرومان، ويعتبر اسم مقدس عند المسيحيين نسبةً للقديس مرقس أحد كتبة الإنجيل الأربعة، ولهذا فإن لهذا الاسم شعبية كبيرة في الغرب، معنى الاسم هو المكرس للإله مارس.

## الشخصيات
- مارك زوكربيرغ رجل أعمال ناشط إنترنت أمريكي ومؤسس موقع فيس‌بوك.
- مارك ويبر سائق فورمولا ون أسترالي.
- مارك والبيرغ ممثل أمريكي.
- مارك ديفيد تشابمان مجرم أمريكي قام باغتيال المغني البريطاني جون لينون.
- مارك توين كاتب قصص أمريكي.
- مارك هاميل ممثل أمريكي.
- مارك شاتلوورث رجل أعمال وسائح فضائي جنوب أفريقي بريطاني.
- مارك رونسون مغني ودي جاي إنجليزي.
- مارك لاذام كاتب وسياسي أسترالي.
- مارك فان بوميل لاعب كرة قدم هولندي.
- مارك هارمون ممثل أمريكي.
- مارك روته سياسي هولندي ورئيس وزارئها.
- مارك برشيانو لاعب كرة قدم أسترالي.
- مارك فيشباخ ناشط إنترنت أمريكي.
- مارك جاتس ممثل إنجليزي.
- مارك جاكوبس مصمم أزياء أمريكي.
- مارك كافنديش دراج هوائي ماني.
- مارك رافالو ممثل ومخرج أمريكي.
- مارك هنري مصارع محترف أمريكي.
- مارك وليامس ممثل بريطاني.
- مارك هيوز لاعب ومدرب كرة قدم ويلزي.
- مارك سينكلر ممثل أمريكي والمعروف باسم فين ديزل.
- مارك جيندراك مصارع محترف كندي.
- مارك سبيتز سباح أمريكي.
- مارك فيدوكا لاعب كرة قدم أسترالي.
- مارك أوفرمارس لاعب كرة قدم هولندي.
- مارك أوليفانت فيزيائي أسترالي.
- مارك أندريه تير شتيغن لاعب قدم ألماني.
- مارك أنتوني مغني أمريكي.
- مارك أريان مغني فرنسي بلجيكي.
- مارك أ. غبريال كاتب أديان مصري أمريكي.
- مارك ألموند موسيقي ومغني بريطاني.
- مارك إشام مغني وموسيقي أمريكي.
- مارك أنتوني لورمان ممثل أسترالي.
- مارك أنطوان شاربنتييه موسيقي فرنسي.
- مارك بيكي لاعب كرة قدم بلجيكي.
- مارك باتا حكم كرة قدم فرنسي.
- مارك بلانوس لاعب كرة قدم فرنسي.
- مارك بارترا لاعب كرة قدم إسباني.
- مارك باستون لاعب كرة قدم نيوزلندي.
- مارك بلوك مؤرخ فرنسي.
- مارك بلاك لاعب كرة القدم الأسترالية أسترالي.
- مارك بويول لاعب كرة قدم أندوري.
- مارك بوسنيتش لاعب كرة قدم أسترالي.
- مارك بودن مؤرخ أمريكي.
- مارك تيمانوف لاعب شطرنج روسي أوكراني.
- مارك جيكيل لاعب كرة مضرب فرنسي.
- مارك جينيه سائق فورمولا ون إسباني.
- مارك جاسول لاعب كرة سلة إسباني.
- مارك دوجان روائي ومخرج فرنسي.
- مارك ديندال مخرج سينمائي أمريكي.
- مارك ديلاني لاعب كرة قدم ويلزي.
- مارك دونوهيو سائق فورمولا ون أمريكي.
- مارك رايت مدرب كرة قدم إنجليزي.
- مارك روسيه لاعب كرة مضرب سويسري.
- مارك رولستون ممثل أمريكي.
- مارك ريغيف دبلوماسي إسرائيلي.
- مارك زاخاروف مخرج وكاتب سيناريو روسي.
- مارك سايكس سياسي ودبلوماسي بريطاني.
- مارك سيرني مصمم ألعاب فيديو أمريكي.
- مارك سترونج ممثل إنجليزي.
- مارك سانفورد سياسي أمريكي.
- مارك شيلد حكم كرة قدم أسترالي.
- مارك شوارزر لاعب كرة قدم أسترالي.
- مارك شاغال رسام روسي.
- مارك غانيون متزلج ثلوج كندي.
- مارك غونزاليس لاعب كرة قدم تشيلي.
- مارك فيلموتس لاعب كرة قدم وسياسي بلجيكي.
- مارك فيفيان فويه لاعب كرة قدم كاميروني.
- مارك فيش لاعب كرة قدم جنوب أفريقي.
- مارك فيليبوسيس لاعب كرة مضرب أسترالي.
- مارك كيرشنر متسابق بياثلون ألماني.
- مارك كاك رياضياتي أمريكي بولندي.
- مارك كلاتنبورغ حكم كرة قدم إنجليزي.
- مارك كريلي رسام مانغا أمريكي.
- مارك كوباني مصارع محترف أمريكي.
- مارك كريستوفر لورانس ممثل أمريكي.
- مارك لوبيث لاعب كرة مضرب إسباني.
- مارك ميليغان لاعب كرة قدم أسترالي.
- مارك ميلكامبس لاعب كرة قدم بلجيكي.
- مارك مارغوليس ممثل أمريكي.
- مارك ماركيث دراج ناري إسباني.
- مارك نولز لاعب كرة مضرب بهاماسي.
- مارك هاتيلي لاعب كرة قدم إنجليزي.
- مارك هالتر روائي فرنسي.
- مارك هاتفيلد سياسي أمريكي.
- مارك هيلدريث ممثل كندي.
- مارك هوستر رباع ألماني.
- مارك وين كلارك ضابط عسكري أمريكي.
- مارك ويلسون لاعب كرة قدم أيرلندي.
- مارك ويليامز لاعب كرة قدم جنوب أفريقي.
- مارك يانكو لاعب كرة قدم نمساوي.

### شخصيات خيالية
- مارك العويران إحدى الشخصيات السعودية في كابتن ماجد.
- مارك هوفمان إحدى شخصيات سلسلة أفلام سو.